# Aphaereta tenuicornis
Aphaereta tenuicornis är en stekelart som beskrevs av Nixon 1939. Aphaereta tenuicornis ingår i släktet Aphaereta och familjen bracksteklar. Inga underarter finns listade i Catalogue of Life.